# يو واي
يو واي (بالصينية: 姚韡) هو مدرب كرة قدم ولاعب كرة قدم صيني في مركز الدفاع، ولد في 9 نوفمبر 1991 في هونغ كونغ في الصين. لعب مع Metro Gallery FC ‏.